# 蘭達斯基 (蒙大拿州)
蘭達斯基（英語：Landusky）是位於美國蒙大拿州菲利普斯縣的普查規定居民點。

## 歷史
蘭達斯基的郵局於1894年設立，其後於1983年停運。

## 人口
根據2020年美國人口普查的數據，蘭達斯基的面積為0.23平方千米，皆為陸地。當地共有人口22人，而人口密度為每平方千米95.65人。